# Eunuco

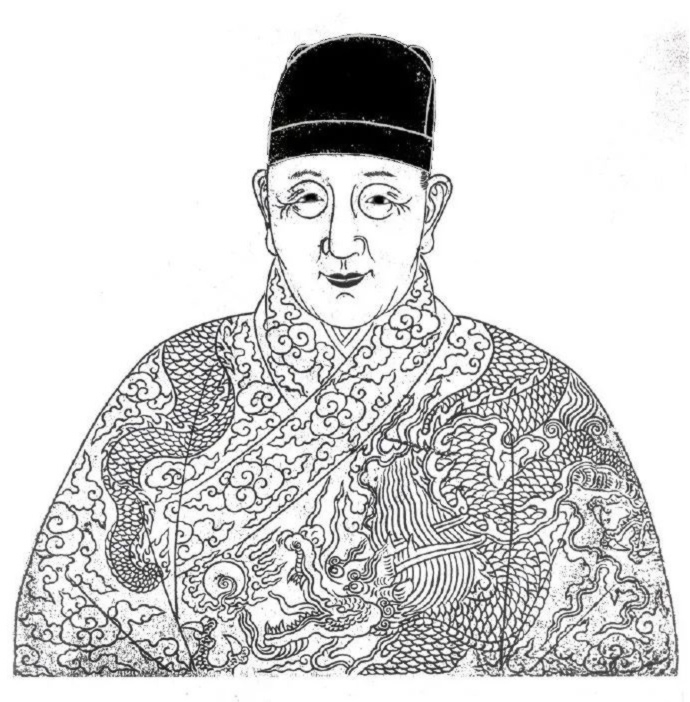
Ritratto di Wang Zhen (eunuco cinese del XV secolo)

Un eunuco è un uomo sottoposto in età prepuberale o puberale a interventi più o meno estesi di mutilazione dell'apparato genitale, tale da condurlo a sterilità o a una più radicale impotenza. Gli eunuchi furono comuni a molte corti sovrane soprattutto orientali, da quelle musulmane come quella dell'Impero ottomano a quella del Celeste impero cinese.

## Storia
L'istituto dell'evirazione ha caratterizzato un gran numero di società e di culture umane in età antica, medievale e moderna, in Europa, Asia e Africa. Ciò era essenzialmente dovuto alla grande richiesta di persone a cui poter affidare senza timore delicati compiti di sorveglianza dei ginecei e anche per impedire l'adozione di pratiche nepotistiche nel caso si fosse deciso di affidar loro importanti e delicate funzioni civili, militari o religiose. Infine, nel caso di castrazione in età prepuberale, per esaltare il registro alto canoro, specialmente ricercato nei cori ecclesiastici o di teatro civile dove, fino all'età moderna, fu impedito il ricorso a donne, sostituite da voci bianche. Tra gli eunuchi del Settecento fu celebre il sopranista Farinelli.

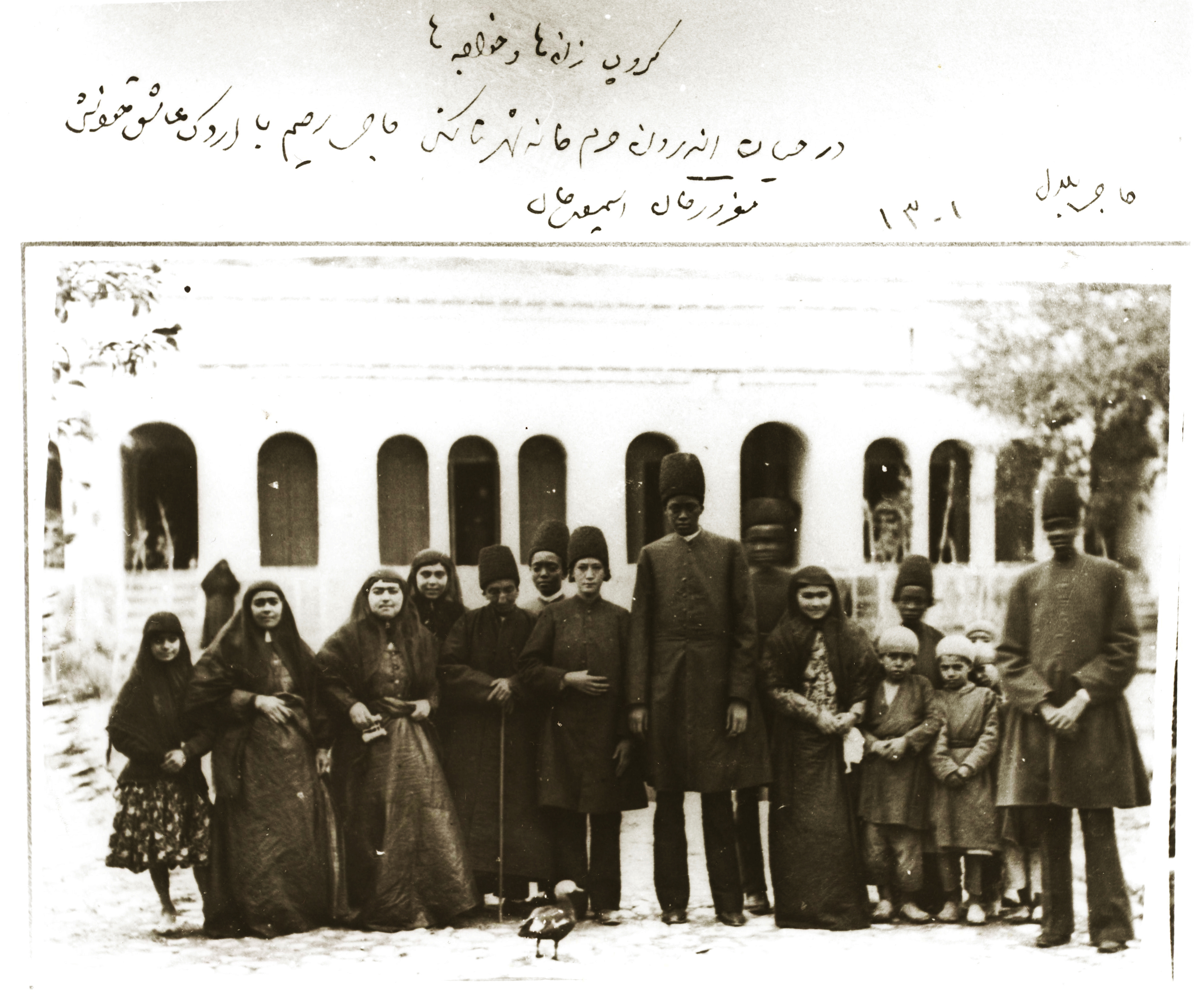
Un gruppo di mogli ed eunuchi dello Scià di Persia nell'harem a Teheran, fotografato nel 1883

Il valore sul mercato dell'eunuco dipendeva dall'età e dalle sue doti fisiche ed intellettuali: tra gli evirati in età prepuberale la percentuale dei sopravvissuti all'intervento era abbastanza alta, ma a ciò faceva da contraltare il mancato sviluppo della sessualità secondaria (voce, massa muscolare poco tonica) che ne faceva abbassare relativamente il valore, a meno che il mancato sviluppo della sessualità secondaria fosse precisamente richiesto dal compratore.
Al contrario, chi fosse stato evirato in età post-puberale e fosse sopravvissuto (la frequenza dei morti nel corso dell'intervento, o immediatamente dopo, era infatti elevatissima) manteneva le caratteristiche sessuali secondarie (voce profonda, buon tono muscolare) e tutto ciò consentiva che egli avesse un valore assai più alto di mercato.
Nella cultura islamica gli eunuchi (khiṣyān, sing. khāṣī), distinti dai veri e propri castrati (majābīb, pl. di majbūb), divennero normale corredo dei potenti: dal Califfo ai governatori, dai sovrani ai Sultani. Sovente, oltre alla custodia degli harem, era loro affidata la cura dell'amministrazione e dell'apparato militare. Tra gli eunuchi non mancarono sovrani di ottime capacità, come furono i casi di Kāfūr nell'Egitto ikhshidide e del Caid qāʾid Pietro nella Sicilia arabo-normanna.

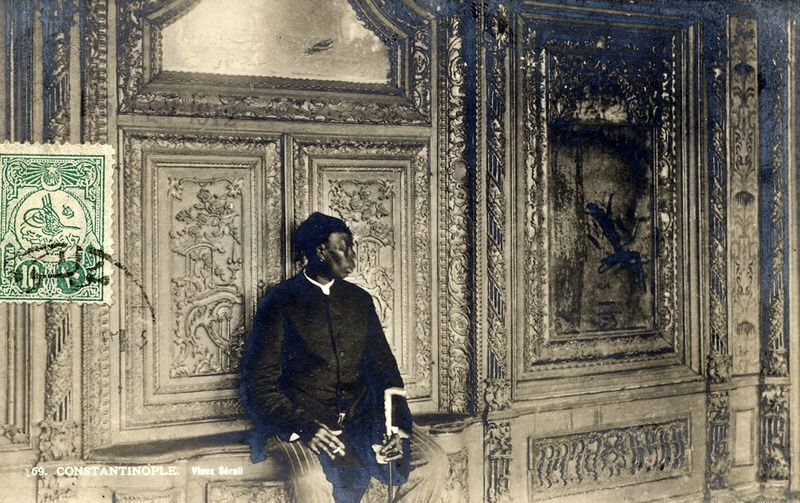
Il Kizlar Agha del sultano ("Capo degli Eunuchi Neri") in carica fino al 1908 - fotografia del 1912.

Durante il periodo di al-Andalus (Spagna islamica) e Lucena in ambiente islamico particolarmente esperti nell'operazione di evirazione erano gli Ebrei di Pechina, come pure i loro correligionari di Verdun grazie alle loro adeguate conoscenze medico-anatomiche. I musulmani acquistavano per questo fine schiavi dell'Alto Egitto, del Khorāsān, del Sind, dell'Abissinia ed in genere dei paesi sudanesi (Sūdān significa genericamente "Neri"). Nell'impero ottomano il sultano utilizzava esclusivamente eunuchi neri africani.
Secondo fonti islamiche coeve o di poco successive, il califfo abbaside al-Muqtadir possedeva 11.000 eunuchi: 4.000 Greci e 7.000 Africani.
Ancora nei primi anni del '900, Pu Yi, l'ultimo imperatore della Cina, fu allevato da balie ed eunuchi residenti numerosi nella Città proibita come da tradizione secolare, su cui esercitava il potere assoluto. L'ultimo eunuco di corte fu Sun Yaoting che lasciò un'autobiografia. Altri eunuchi cinesi famosi sono stati l'ammiraglio Zheng He, e Cai Lun inventore della carta da stampa.

## In letteratura
- Nella letteratura latina classica il commediografo Publio Terenzio Afro sfrutta l'ambiguità sessuale di tale personaggio (eununcolo) come carattere comico: ripresa chiaramente plautina.
- Nella Bibbia cristiana, nel libro degli Atti degli Apostoli (I sec. d.C.), al capitolo 8, si narra dell'incontro tra il diacono Filippo e un eunuco etiope.
- Nel libro L'albero dei giannizzeri di Jason Goodwin Yashim, il protagonista è un eunuco che svolge delicati incarichi investigativi e politici nella corte del Sultano ottomano a Istanbul.
- Un'altra figura letteraria di eunuco si trova nella saga Cronache del ghiaccio e del fuoco di George R. R. Martin: si tratta dell'ambigua figura di Varys, membro del Gran Consiglio di Approdo del Re.
- Ne Le sei reincarnazioni di Ximen Nao, romanzo del premio Nobel Mo Yan, il protagonista Xu Bao, addetto alle castrazioni degli animali nel villaggio di Ximen, scopre di essere egli stesso un eunuco.
- Ḥijāʾ di Kāfūr è un'invettiva o satira del celebre poeta arabo dell'età abbaside al-Mutanabbi, nella quale il poeta esprime la sua ira politica nei confronti dell'eunuco Kāfūr, reggente ikhshidide in Egitto, scrivendo:

- Nella raccolta di novelle orientali Le mille e una notte gli eunuchi vengono spesso citati.
- Nel romanzo Il dio del fiume, primo libro del ciclo egizio di Wilbur Smith, il mago e scriba Taita è un eunuco, evirato dal suo geloso e malvagio padrone.
- Nel poema epico Gerusalemme liberata di Torquato Tasso, la guerriera Clorinda viene cresciuta da Arsete, un eunuco.
- Nel romanzo epistolare Lettere persiane di Charles de Montesquieu gli eunuchi fanno la guardia alle cinque mogli del protagonista del racconto, l'aristocratico Usbek